# Vitis litoralis
Vitis litoralis är en vinväxtart som beskrevs av I.G. Kowatschew. Vitis litoralis ingår i släktet vinsläktet, och familjen vinväxter. Inga underarter finns listade i Catalogue of Life.